# Gerichtsamt Roßwein
Das Gerichtsamt Roßwein war in den Jahren zwischen 1856 und 1874 die unterste Verwaltungseinheit und von 1856 bis 1879 nach der Abschaffung der Patrimonialgesetzgebung im Königreich Sachsen Eingangsgericht. Es hatte seinen Amtssitz in der Stadt Roßwein.

## Geschichte
Nach dem Tod des Königs Friedrich August II. von Sachsen wurde unter dessen Nachfolger König Johann nach dem Vorbild anderer Staaten des Deutschen Bundes die Abschaffung der Patrimonialgesetzgebung verordnet. An die Stelle der bisher im Königreich Sachsen in Stadt und Land vorhandenen Gerichte der untersten Instanz traten die zentral gelegenen Bezirksgerichte und Gerichtsämter in nahezu allen größeren Städten. Die Details der Verwaltungsreform regelten das sächsische Gerichtsverfassungsgesetz vom 11. August 1855 und die Verordnung über die Bildung der Gerichtsbezirke vom 2. September 1856.
Stichtag für das Inkrafttreten der neuen Behördenstruktur im Königreich Sachsen war der 1. Oktober 1856. Das neu gebildete Gerichtsamt Roßwein unterstand dem Bezirksgericht Mittweida. Aufgelöst wurden das am 1. September 1853 eröffnete Königliche Gericht Roßwein. Dieses Gericht hatte vorher die Jurisdiktion eines Teils des Justizamtes Nossen der Stadt Roßwein sowie mehreren Patrimonialgerichte übernommen.
Der Sprengel des Gerichtsamt Roßwein umfasste folgende Ortschaften:
| - Roßwein - Arnsdorf - Bodenbach - Böhrigen - Dittersdorf - Etzdorf - Gersdorf bei Etzdorf - Gertitzsch - Gleisberg - Greifendorf | - Grünrodaer Mühle - Grunau bei Roßwein mit Jägenscher Mühle - Haßlau mit Klinge und Stiefel - Hohenlauft - Littdorf - Mahlitzsch - Marbach (Ober-, Mittel-, Nieder-) mit Rosenthal und den Dreierhäusern - Moosheim - Naundorf - Niederforst | - Niederstriegis mit Nonnenberg - Oberforst - Ossig - Schmalbach mit goldenem Hirsch - Seifersdorf mit Neuseifersdorf - Theeschütz mit Juchhöh - Ullrichsberg mit Troischau - Wettersdorf mit Siebeneichen - Dittersdorfer Forstrevier |

Nach der Neustrukturierung der Gerichtsorganisation gemäß dem Gesetz über die Organisation der Behörden für die innere Verwaltung vom 21. April 1873 gingen die Verwaltungsbefugnisse der Gerichtsämter zum 15. Oktober 1874 auf die umgestalteten bzw. neu gebildeten Amtshauptmannschaften über. Seitdem das bisherige königliche Gericht als königliches Gerichtsamt bezeichnet wurde, führte sein Vorstand den Titel Gerichtshauptmann.
Die Verwaltungsaufgaben des Gerichtsamts Roßwein wurden im Zuge der Neustrukturierung der sächsischen Gerichtsorganisation gemäß dem Gesetz über die Organisation der Behörden für die innere Verwaltung vom 21. April 1873  mit Wirkung vom 1874 in die Amtshauptmannschaft Döbeln mit Sitz in der Stadt Döbeln integriert. Das Gerichtsamt war damit nur noch Gericht, die Trennung der Rechtsprechung von der Verwaltung umgesetzt.
Das Gerichtsamt Roßwein wurde 1879 auf Grund des Gesetzes über die Bestimmungen zur Ausführung des Gerichtsverfassungsgesetzes im Deutschen Reich vom 27. Januar 1877 und des Gesetzes über die Zuständigkeit der Gerichte in Sachen der nichtstreitigen Gerichtsbarkeit vom 1. März 1879 durch das neu gegründete Amtsgericht Roßwein abgelöst.

## Schriftliche Überlieferung
Die Archivalien des Gerichtsamts Roßwein werden als Bestand 20106 Gerichtsamt Roßwein heute im Sächsischen Staatsarchiv – Staatsarchiv Leipzig verwaltet. Dieser Bestand umfasst 1,4 laufende Meter Archivgut aus den Jahren 1817 bis 1879.

## Gerichtsgebäude
Das Gerichtsamt Roßwein nutzte zunächst einige Räumen im Rathauses. Am 1. August 1857 zog das Gerichtsamt in ein neu gebautes Gerichtsgebäude, mit Verhandlungszimmer, Dienst- und Expeditionsräume sowie Wohnungen für das Gerichtspersonal.

## Richter
Die Leiter des Gerichtsamts trugen den Titel Gerichtsamtmann. Dies waren:
- 1856–1861: Carl Napoleon Meding (vorher Justitiar beim Kgl. Gericht Roßwein)
- 1861–1879: Eduard Moritz Erdenberger (vorher Gerichtsamtmann beim Gerichtsamt Radeburg)

## Weblink
- Eintrag zum Gerichtsamt Roßwein im Digitalen historischen Ortsverzeichnis von Sachsen